# (4113) Rascana
(4113) Rascana est un astéroïde de la ceinture principale.

## Description
(4113) Rascana est un astéroïde de la ceinture principale. Il fut découvert le 18 janvier 1982 à la station Anderson Mesa par Edward L. G. Bowell. Il présente une orbite caractérisée par un demi-grand axe de 2,26 UA, une excentricité de 0,10 et une inclinaison de 6,4° par rapport à l'écliptique.

## Compléments